# NBAシーズンリバウンド王
NBAシーズンリバウンド王は、NBAにおいて、レギュラーシーズンを通して１試合の平均リバウンド数が最も多い選手におくられるタイトル賞である。1950-51シーズンに設定された。1973-74シーズン以前は、オフェンス・リバウンド、ディフェンス・リバウンド別の記録はなかった。現在の受賞条件として、レギュラーシーズンの82試合のうち最低でも70試合以上に出場するか、レギュラーシーズン中の総リバウンドが最低でも800以上を記録するかのどちらかを満たさなければ、授賞対象者にはならない（ロックアウトによってシーズンが短縮された場合にはこの限りでは無い）。

## 概要

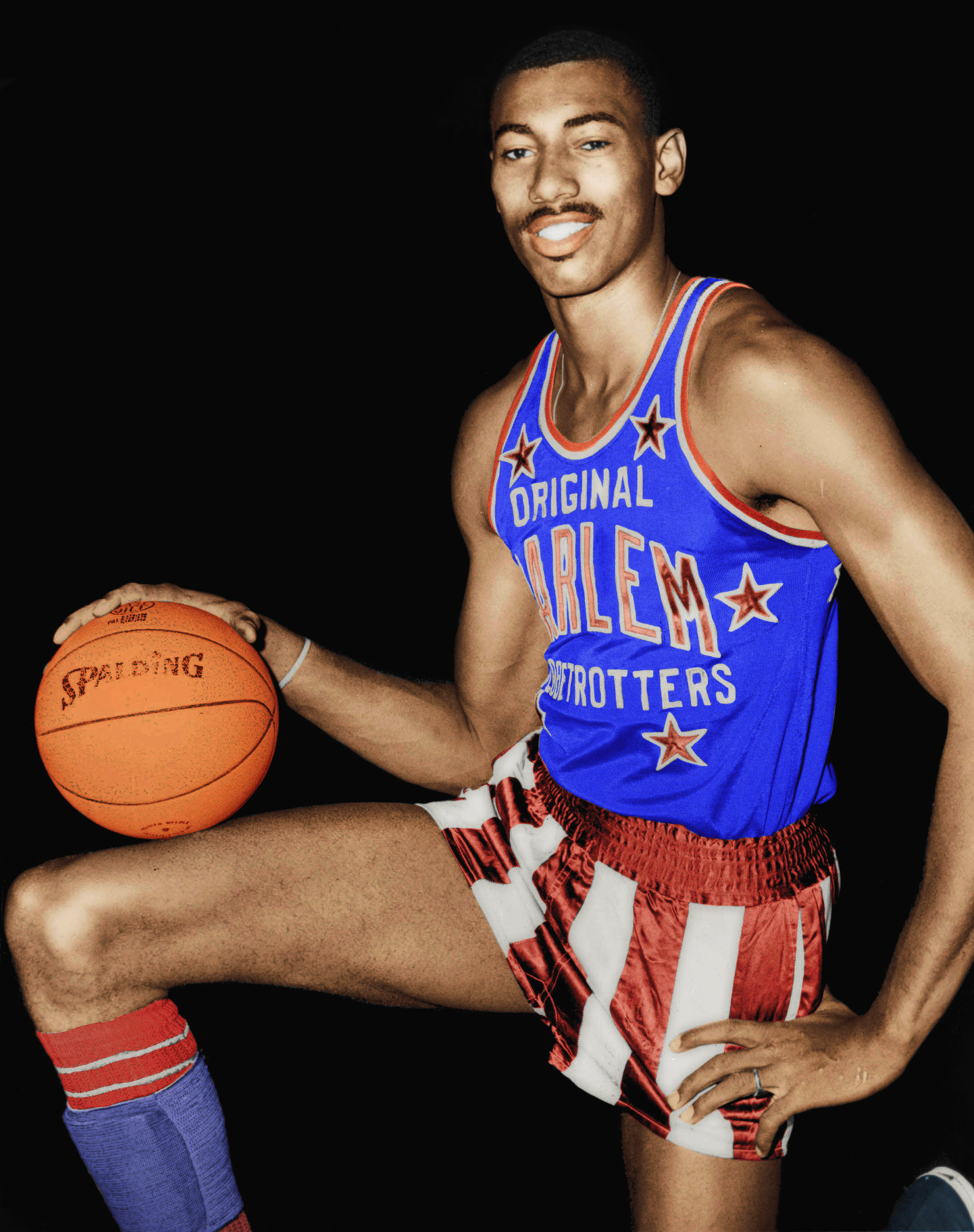
ウィルト・チェンバレンは史上最多の11度の受賞を誇る

ウィルト・チェンバレンがNBA記録のシーズン通算2149リバウンド（平均27.2リバウンド）を1960-61シーズンに達成している。
若齢記録はドワイト・ハワードの22歳130日（2008年）、最高齢記録はデニス・ロッドマンの36歳341日（1998年）である。
タイトル獲得回数はチェンバレンの11回が最高で、連続記録はロッドマンの7年連続である。モーゼス・マローンが6回、ドワイト・ハワードが5回、ビル・ラッセル、ケビン・ガーネット、アンドレ・ドラモンドが4回、エルヴィン・ヘイズ、アキーム・オラジュワン、ディケンベ・ムトンボ、ベン・ウォレス、ディアンドレ・ジョーダンが2回タイトルを獲得している。
シーズン平均20リバウンド以上の記録は1968-69シーズンのチェンバレンを最後に出ていない。
身長2m未満での受賞者は、メル・ハッチンス、ハリー・ギャラティン、チャールズ・バークレーの3人である。
MVPとリバウンド王を同時受賞した選手は、ボブ・ペティット、ビル・ラッセル、ウィルト・チェンバレン、モーゼス・マローン、ケビン・ガーネットの5人である。

## 歴代受賞者

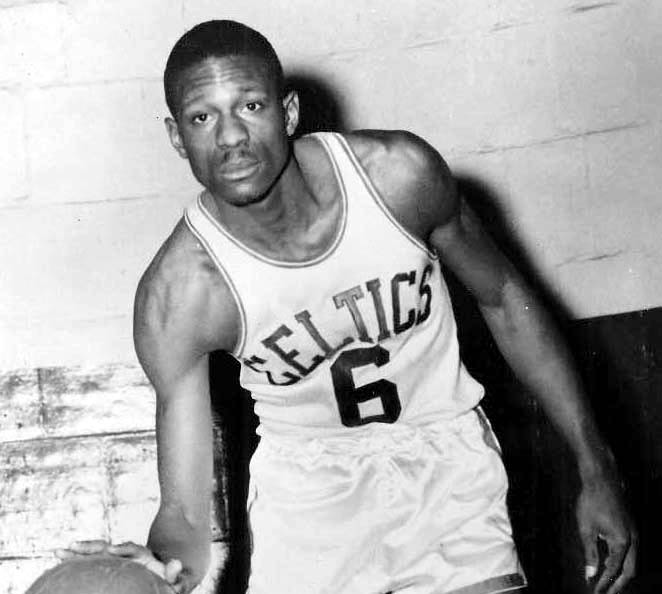
ビル・ラッセル (4度受賞)

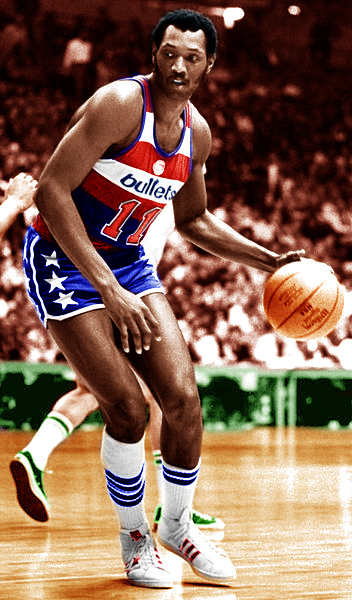
エルヴィン・ヘイズ (2度受賞)

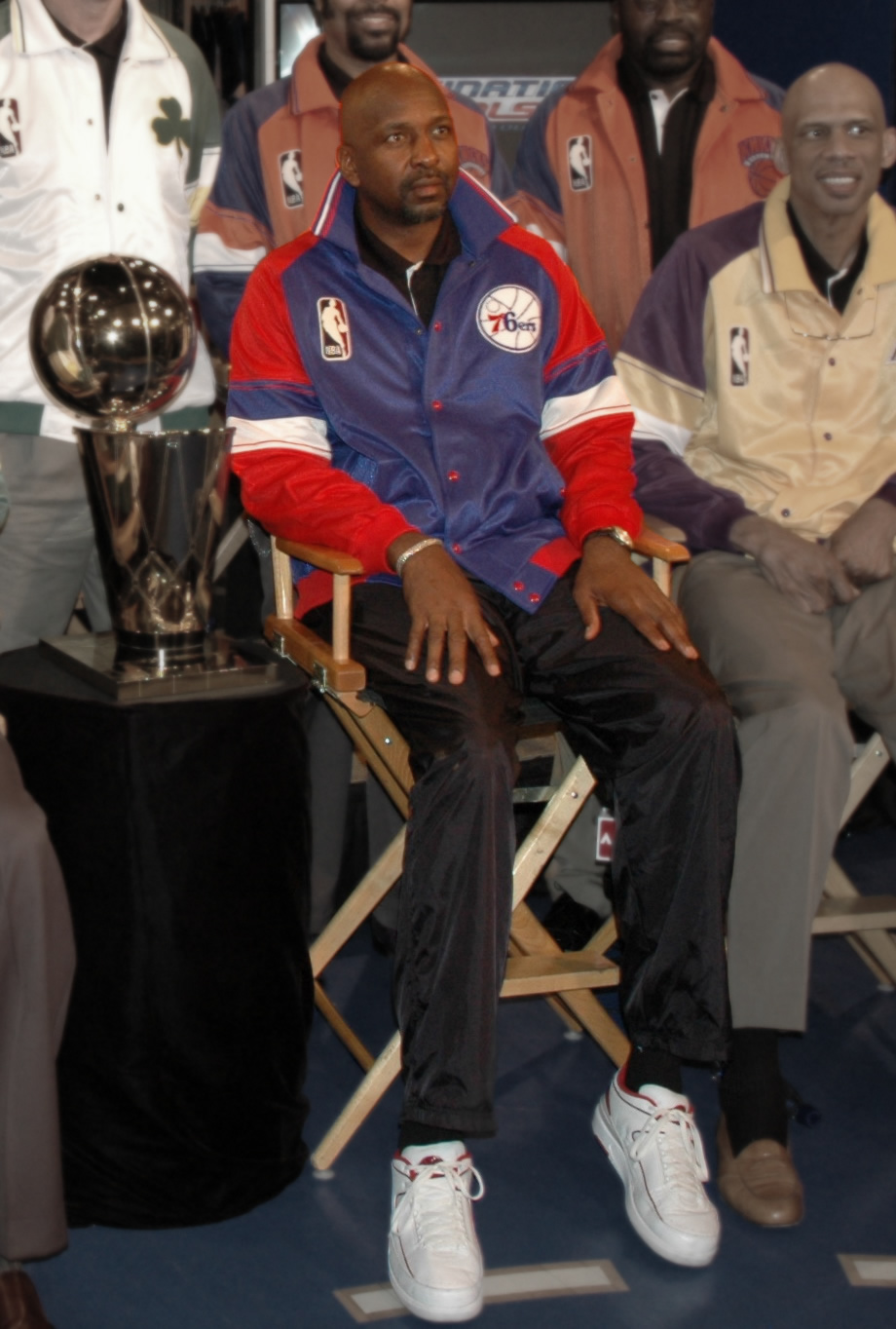
モーゼス・マローン (6度受賞)

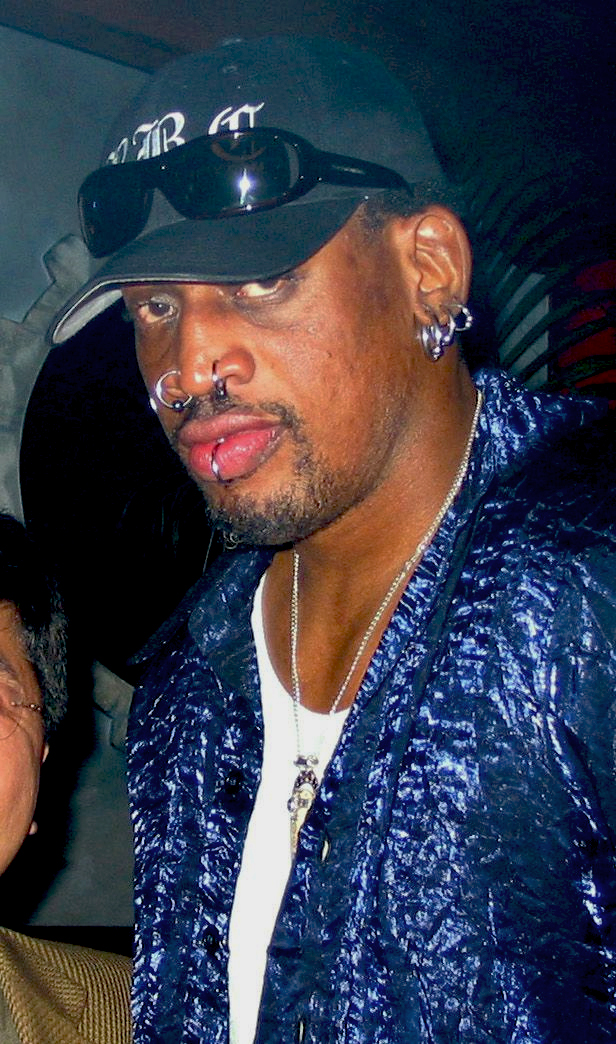
デニス・ロッドマンは史上最長となる7年連続受賞を記録

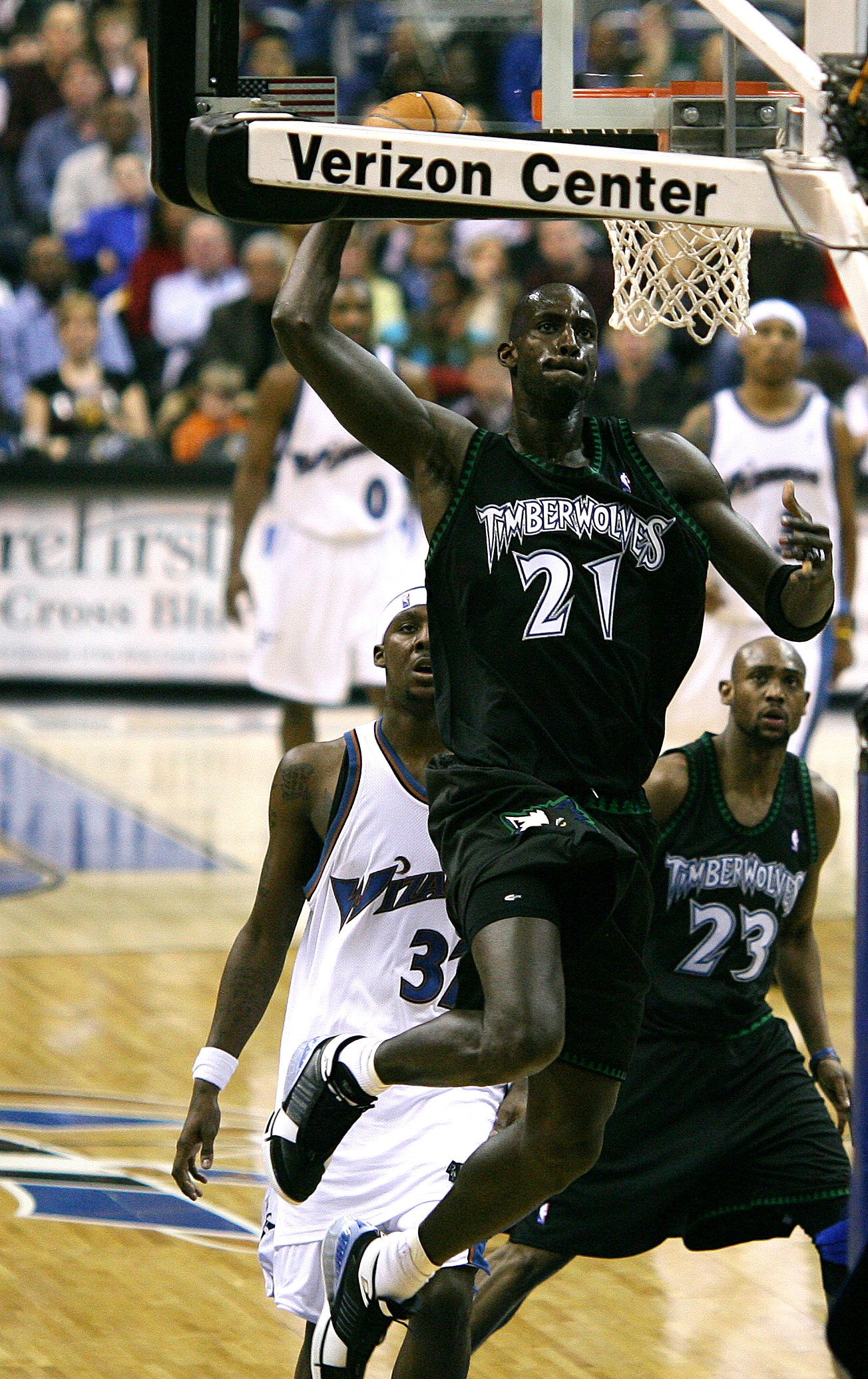
ケビン・ガーネット (4度受賞)

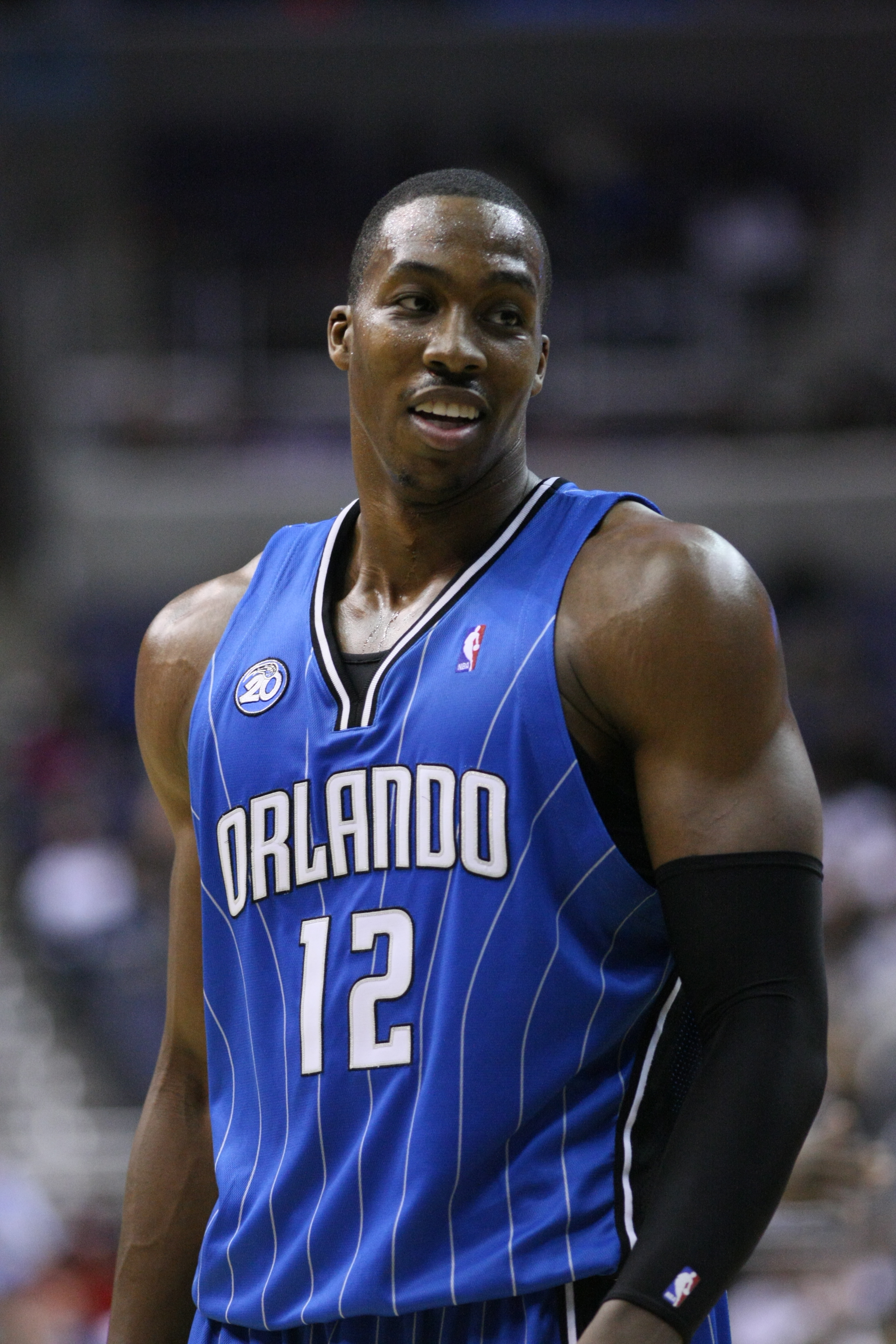
ドワイト・ハワード (5度受賞)

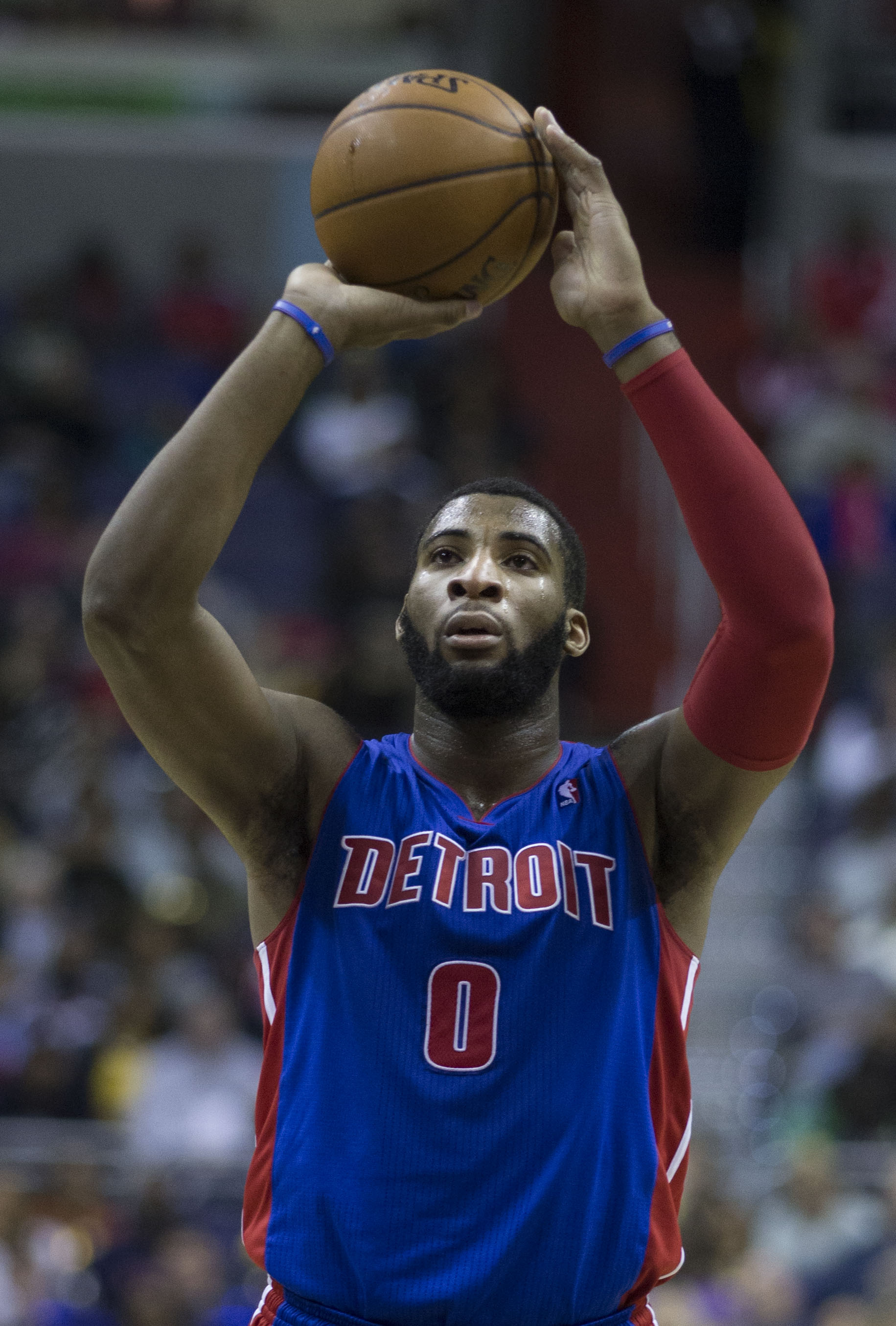
アンドレ・ドラモンド (4度受賞)

| *    | 殿堂入り |
| ^    | 現役選手 |
| 太字 | NBA記録  |

| Season  | Player                          | Pos. | Team                                         | RPG   |
| ------- | ------------------------------- | ---- | -------------------------------------------- | ----- |
| 1950-51 | ドルフ・シェイズ*               | F/C  | シラキュース・ナショナルズ                   | 16.4  |
| 1951-52 | メル・ハッチンス                | C    | ミルウォーキー・ホークス                     | 13.3  |
| 1951-52 | ラリー・フォウスト              | C    | フォートウェイン・ピストンズ                 | 13.3  |
| 1952-53 | ジョージ・マイカン*             | C    | ミネアポリス・レイカーズ                     | 14.4  |
| 1953-54 | ハリー・ギャラティン*           | F/C  | ニューヨーク・ニックス                       | 15.3  |
| 1954-55 | ニール・ジョンストン*           | C    | フィラデルフィア・ウォリアーズ               | 15.1  |
| 1955-56 | ボブ・ペティット*               | C    | セントルイス・ホークス                       | 16.2  |
| 1956-57 | モーリス・ストークス*           | F    | ロチェスター・ロイヤルズ                     | 17.4  |
| 1957-58 | ビル・ラッセル*                 | C    | ボストン・セルティックス                     | 22.7  |
| 1958-59 | ビル・ラッセル* (2)             | C    | ボストン・セルティックス                     | 23.0  |
| 1959-60 | ウィルト・チェンバレン*         | C    | フィラデルフィア・ウォリアーズ               | 27.0  |
| 1960-61 | ウィルト・チェンバレン* (2)     | C    | フィラデルフィア・ウォリアーズ               | 27.2  |
| 1961-62 | ウィルト・チェンバレン* (3)     | C    | フィラデルフィア・ウォリアーズ               | 25.7  |
| 1962-63 | ウィルト・チェンバレン* (4)     | C    | サンフランシスコ・ウォリアーズ               | 24.3  |
| 1963-64 | ビル・ラッセル* (3)             | C    | ボストン・セルティックス                     | 24.7  |
| 1964-65 | ビル・ラッセル* (4)             | C    | ボストン・セルティックス                     | 24.1  |
| 1965-66 | ウィルト・チェンバレン* (5)     | C    | フィラデルフィア・76ers                      | 24.6  |
| 1966-67 | ウィルト・チェンバレン* (6)     | C    | フィラデルフィア・76ers                      | 24.2  |
| 1967-68 | ウィルト・チェンバレン* (7)     | C    | フィラデルフィア・76ers                      | 23.8  |
| 1968-69 | ウィルト・チェンバレン* (8)     | C    | ロサンゼルス・レイカーズ                     | 21.1  |
| 1969-70 | エルヴィン・ヘイズ*             | C    | サンディエゴ・ロケッツ                       | 16.9  |
| 1970-71 | ウィルト・チェンバレン* (9)     | C    | ロサンゼルス・レイカーズ                     | 18.2  |
| 1971-72 | ウィルト・チェンバレン* (10)    | C    | ロサンゼルス・レイカーズ                     | 19.2  |
| 1972-73 | ウィルト・チェンバレン* (11)    | C    | ロサンゼルス・レイカーズ                     | 18.6  |
| 1973-74 | エルヴィン・ヘイズ* (2)         | F    | キャピタル・ブレッツ                         | 18.1  |
| 1974-75 | ウェス・アンセルド*             | C/F  | ワシントン・ブレッツ                         | 14.8  |
| 1975-76 | カリーム・アブドゥル＝ジャバー* | C    | ロサンゼルス・レイカーズ                     | 16.9  |
| 1976-77 | ビル・ウォルトン*               | C/F  | ポートランド・トレイルブレイザーズ           | 14.4  |
| 1977-78 | トラック・ロビンソン            | C/F  | ニューオーリンズ・ジャズ                     | 15.7  |
| 1978-79 | モーゼス・マローン*             | C    | ヒューストン・ロケッツ                       | 17.6  |
| 1979-80 | スウェン・ネイター              | C    | サンディエゴ・クリッパーズ                   | 15.0  |
| 1980-81 | モーゼス・マローン* (2)         | C    | ヒューストン・ロケッツ                       | 14.8  |
| 1981-82 | モーゼス・マローン* (3)         | C    | ヒューストン・ロケッツ                       | 14.7  |
| 1982-83 | モーゼス・マローン* (4)         | C    | フィラデルフィア・76ers                      | 15.3  |
| 1983-84 | モーゼス・マローン* (5)         | C    | フィラデルフィア・76ers                      | 13.4  |
| 1984-85 | モーゼス・マローン* (6)         | C    | フィラデルフィア・76ers                      | 13.1  |
| 1985-86 | ビル・レインビア                | C    | デトロイト・ピストンズ                       | 13.1  |
| 1986-87 | チャールズ・バークレー*         | F    | フィラデルフィア・76ers                      | 14.6  |
| 1987-88 | マイケル・ケイジ                | F/C  | ロサンゼルス・クリッパーズ                   | 13.0  |
| 1988-89 | アキーム・オラジュワン*         | C    | ヒューストン・ロケッツ                       | 13.5  |
| 1989-90 | アキーム・オラジュワン* (2)     | C    | ヒューストン・ロケッツ                       | 14.0  |
| 1990-91 | デビッド・ロビンソン*           | C    | サンアントニオ・スパーズ                     | 13.0  |
| 1991-92 | デニス・ロッドマン*             | F    | デトロイト・ピストンズ                       | 18.7  |
| 1992-93 | デニス・ロッドマン* (2)         | F    | デトロイト・ピストンズ                       | 18.3  |
| 1993-94 | デニス・ロッドマン* (3)         | F    | サンアントニオ・スパーズ                     | 17.3  |
| 1994-95 | デニス・ロッドマン* (4)         | F    | サンアントニオ・スパーズ                     | 16.8  |
| 1995-96 | デニス・ロッドマン* (5)         | F    | シカゴ・ブルズ                               | 14.9  |
| 1996-97 | デニス・ロッドマン* (6)         | F    | シカゴ・ブルズ                               | 16.1  |
| 1997-98 | デニス・ロッドマン* (7)         | F    | シカゴ・ブルズ                               | 15.0  |
| 1998-99 | クリス・ウェバー*               | F/C  | サクラメント・キングス                       | 13.0  |
| 1999-00 | ディケンベ・ムトンボ*           | C    | アトランタ・ホークス                         | 14.1  |
| 2000-01 | ディケンベ・ムトンボ* (2)       | C    | アトランタ・ホークス フィラデルフィア・76ers | 13.5  |
| 2001-02 | ベン・ウォレス*                 | C/F  | デトロイト・ピストンズ                       | 13.0  |
| 2002-03 | ベン・ウォレス* (2)             | C/F  | デトロイト・ピストンズ                       | 15.4  |
| 2003-04 | ケビン・ガーネット*             | F/C  | ミネソタ・ティンバーウルブズ                 | 13.9  |
| 2004-05 | ケビン・ガーネット* (2)         | F/C  | ミネソタ・ティンバーウルブズ                 | 13.5  |
| 2005-06 | ケビン・ガーネット* (3)         | F/C  | ミネソタ・ティンバーウルブズ                 | 12.7  |
| 2006-07 | ケビン・ガーネット* (4)         | F/C  | ミネソタ・ティンバーウルブズ                 | 12.8  |
| 2007-08 | ドワイト・ハワード              | C    | オーランド・マジック                         | 14.2  |
| 2008-09 | ドワイト・ハワード (2)          | C    | オーランド・マジック                         | 13.8  |
| 2009-10 | ドワイト・ハワード (3)          | C    | オーランド・マジック                         | 13.2  |
| 2010-11 | ケビン・ラブ^                   | F/C  | ミネソタ・ティンバーウルブズ                 | 15.2  |
| 2011-12 | ドワイト・ハワード (4)          | C    | オーランド・マジック                         | 14.5  |
| 2012-13 | ドワイト・ハワード (5)          | C    | ロサンゼルス・レイカーズ                     | 12.4  |
| 2013-14 | ディアンドレ・ジョーダン^       | C    | ロサンゼルス・クリッパーズ                   | 13.6  |
| 2014-15 | ディアンドレ・ジョーダン^ (2)   | C    | ロサンゼルス・クリッパーズ                   | 15.0  |
| 2015-16 | アンドレ・ドラモンド^           | C    | デトロイト・ピストンズ                       | 14.8  |
| 2016-17 | ハッサン・ホワイトサイド        | C    | マイアミ・ヒート                             | 14.1  |
| 2017-18 | アンドレ・ドラモンド^ (2)       | C    | デトロイト・ピストンズ                       | 16.0  |
| 2018-19 | アンドレ・ドラモンド^ (3)       | C    | デトロイト・ピストンズ                       | 15.6  |
| 2019-20 | アンドレ・ドラモンド^ (4)       | C    | クリーブランド・キャバリアーズ               | 15.2  |
| 2020-21 | クリント・カペラ^               | C    | アトランタ・ホークス                         | 14.3  |
| 2021-22 | ルディ・ゴベア^                 | C    | ユタ・ジャズ                                 | 14.7  |
| 2022-23 | ドマンタス・サボニス^           | F/C  | サクラメント・キングス                       | 12.3  |
| 2023-24 | ドマンタス・サボニス^ (2)       | F/C  | サクラメント・キングス                       | 13.66 |
| 2024-25 | ドマンタス・サボニス^ (3)       | F/C  | サクラメント・キングス                       | 13.89 |

## 最多受賞者
| # | Player                  | Times | Years                           |
| - | ----------------------- | ----- | ------------------------------- |
| 1 | ウィルト・チェンバレン* | 11    | 1960-1963, 1966-1969, 1971-1973 |
| 2 | デニス・ロッドマン*     | 7     | 1992-1998                       |
| 3 | モーゼス・マローン*     | 6     | 1979, 1981-1985                 |
| 4 | ドワイト・ハワード      | 5     | 2008-2010, 2012, 2013           |
| 5 | ビル・ラッセル*         | 4     | 1958, 1959, 1964, 1965          |
| 5 | ケビン・ガーネット*     | 4     | 2004-2007                       |
| 5 | アンドレ・ドラモンド^   | 4     | 2016, 2018-2020                 |

## 脚註
1. ↑  “Basketball glossary”. FIBA.com. 2010年3月4日閲覧。
2. ↑  “Regular Season Records: Rebounds”. NBA.com.   Turner Sports Interactive, Inc. 2010年2月22日閲覧。
3. ↑  “Wilt Chamberlain”. NBA.com.   Turner Sports Interactive, Inc. 2010年2月22日閲覧。
4. ↑  “Magic rest starters, ride Redick, Gortat to blowout of Wizards”.   espn.com (2008年4月16日). 2013年4月25日閲覧。
5. ↑  “Dennis Rodman”. NBA.com.   Turner Sports Interactive, Inc. 2010年2月22日閲覧。